# فلاديمير نيكولايفيتش موروزوف
فلاديمير نيكولايفيتش موروزوف (12 ديسمبر 1977 - ) هو لاعب كرة قدم روسي في مركز الهجوم. لعب مع نادي أورال يكاترينبورغ وFC Neftekhimik Nizhnekamsk ‏ وFC Chelyabinsk ‏ وFC Alnas Almetyevsk ‏ وFC Dynamo Perm ‏.

## وصلات خارجية
- فلاديمير نيكولايفيتش موروزوف على موقع قاعدة بيانات كرة القدم.إي يو (الإنجليزية)
- فلاديمير نيكولايفيتش موروزوف على موقع Soccerway.com (الإنجليزية)